# Elfaid
Elfaid (franska: Elfaid (CR), Elfaid (Commune Rurale), arabiska: ارزان) är en kommun i Marocko.   Den ligger i provinsen Taroudannt och regionen Souss-Massa, i den centrala delen av landet, 400 km söder om huvudstaden Rabat. Antalet invånare är 12 752.